# Hinode Peak
Der Hinode Peak (japanisch 日の出山 Hinode-yama, deutsch ‚Berg des Sonnenaufgangs‘) ist ein 120 m hoher Berg an der Kronprinz-Olav-Küste im ostantarktischen Königin-Maud-Land. Er ragt 5 km südwestlich des Kap Hinode auf.
Luftaufnahmen und Vermessungen einer von 1957 bis 1962 durchgeführten japanischen Antarktisexpedition dienten seiner Kartierung. Die japanische Benennung übertrug das US-amerikanische Advisory Committee on Antarctic Names im Jahr 1975 ins Englische.